# Albania ai Giochi della XXVIII Olimpiade
L'Albania partecipò ai Giochi della XXVIII Olimpiade, svoltisi ad Atene, Grecia, dal 13 al 29 agosto 2004, con una delegazione di 7 atleti impegnati in quattro discipline.

## Risultati

### Atletica leggera
| Q | Qualificato al turno successivo per la Classifica in qualificazione                                                          |
| q | Qualificato per il turno successivo per ripescaggio o, negli eventi su campo, conquistando la misura minima per qualificarsi |

Maschile
Eventi sul campo
| Atleta         | Evento              | Qualificazioni | Qualificazioni | Finale          | Finale          |
| Atleta         | Evento              | Risultato      | Classifica     | Risultato       | Classifica      |
| -------------- | ------------------- | -------------- | -------------- | --------------- | --------------- |
| Dorian Çollaku | Lancio del martello | 70.06          | 31º            | non qualificato | non qualificato |

Femminile
Eventi su pista e strada
| Atleta         | Evento         | Batteria  | Batteria   | Semifinale      | Semifinale      | Finale          | Finale          |
| Atleta         | Evento         | Risultato | Classifica | Risultato       | Classifica      | Risultato       | Classifica      |
| -------------- | -------------- | --------- | ---------- | --------------- | --------------- | --------------- | --------------- |
| Klodiana Shala | 400 m ostacoli | 1'00"00   | 6ª         | non qualificata | non qualificata | non qualificata | non qualificata |

### Lotta

#### Libera
Maschile
| Atleta         | Evento | Fase a gironi              | Fase a gironi                | Fase a gironi | Fase a gironi        | Quarti di finale     | Semifinale           | Finale / FB | Finale / FB |
| Atleta         | Evento | Avversario Risultato       | Avversario Risultato         | Pos.          | Avversario Risultato | Avversario Risultato | Avversario Risultato | Pos.        |             |
| -------------- | ------ | -------------------------- | ---------------------------- | ------------- | -------------------- | -------------------- | -------------------- | ----------- | ----------- |
| Sahit Prizreni | −60 kg | Aslanasvili (GRE) P 1–3 PP | Mostafa-Jokar (IRI) P 0–3 PO | 3º            | non qualificato      | non qualificato      | non qualificato      | 17º         |             |

### Nuoto
Maschile
| Atleta         | Evento            | Batteria  | Batteria   | Semifinale      | Semifinale      | Finale          | Finale          |
| Atleta         | Evento            | Risultato | Classifica | Risultato       | Classifica      | Risultato       | Classifica      |
| -------------- | ----------------- | --------- | ---------- | --------------- | --------------- | --------------- | --------------- |
| Kreshnik Gjata | 50 m stile libero | 26"61     | =66º       | non qualificato | non qualificato | non qualificato | non qualificato |

Femminile
| Atleta       | Evento            | Batteria  | Batteria   | Semifinale      | Semifinale      | Finale          | Finale          |
| Atleta       | Evento            | Risultato | Classifica | Risultato       | Classifica      | Risultato       | Classifica      |
| ------------ | ----------------- | --------- | ---------- | --------------- | --------------- | --------------- | --------------- |
| Rovena Marku | 50 m stile libero | 30"51     | 60ª        | non qualificata | non qualificata | non qualificata | non qualificata |

### Sollevamento pesi
Maschile
| Atleta           | Evento          | Strappo   | Strappo    | Slancio   | Slancio    | Totale | Classifica |
| Atleta           | Evento          | Risultato | Classifica | Risultato | Classifica | Totale | Classifica |
| ---------------- | --------------- | --------- | ---------- | --------- | ---------- | ------ | ---------- |
| Gert Trasha      | −69 kg maschile | 115       | =15º       | 140       | 13º        | 255    | 13º        |
| Theoharis Trasha | −77 kg maschile | 160       | =6º        | 182,5     | =15º       | 342,5  | 13º        |